# Carlos Stetter
Carlos Stetter (ur. 9 marca 1941 w Ellwangen (Jagst)) – niemiecki duchowny rzymskokatolicki posługujący w Boliwii, w latach 1995-2016 biskup San Ignacio de Velasco.

## Życiorys
Święcenia kapłańskie przyjął 1 lipca 1966. 3 października 1987 został prekonizowany biskupem pomocniczym Chiquitos ze stolicą tytularną Horrea. Sakrę biskupią otrzymał 28 lutego 1988. 7 stycznia 1995 został mianowany koadiutorem diecezji San Ignacio de Velasco. 29 lipca objął urząd biskupa diecezjalnego. 4 listopada 2016 przeszedł na emeryturę.